# 阿尔·古奥卡斯
艾伯特·G·古奥卡斯（英語：Albert G. Guokas，1925年8月7日—1990年8月2日），美国NBA联盟前职业篮球运动员。